# Орджоникидзе (Луганская область)
Орджоникидзе (укр. Орджонікідзе), Нижняя Шевы́ревка (укр. Нижня Шевирівка) — посёлок в Краснодонском районе Луганской области Украины. Под контролем самопровозглашённой Луганской Народной Республики. Входит в Верхнешевыревский сельский совет.

## Географическое положение
Посёлок расположен на реке под названием Большая Каменка. Ближайшие населённые пункты: посёлки Новоалександровка, Горное, Верхняя Краснянка, Большой Лог (все выше по течению Большой Каменки) на западе, Краснодон, Широкое, Светличное, Энгельсово на северо-западе, Мирное, Таловое, Новосемейкино на севере; город Краснодон на северо-востоке, село Верхнешевыревка на востоке (оба ниже по течению Большой Каменки), посёлок Радгоспный на юге, село Дубовка на юго-западе.

## История
В июле 1995 года Кабинет министров Украины утвердил решение о приватизации находившегося здесь совхоза им. Орджоникидзе.
По переписи 2001 года составляло 824 человека.
12 мая 2016 года в рамках кампании по декоммунизации на Украине посёлок получил от ВРУ новое название — Нижняя Шевыревка (несмотря на то, что находится выше по течению реки Большой Каменки по отношению к селу с парным названием Верхнешевыревка). Данное решение не было признано местными фактическими властями. В русскоязычной прессе Украины встречается также украинизированный вариант названия — «Нижняя Шевировка».

## Общие сведения
Почтовый индекс — 94484. Телефонный код — 6435. Занимает площадь 0,923 км². Код КОАТУУ — 4421482205.
В посёлке работает детский сад, общеобразовательная школа, а также школа искусств.

## Местный совет
94483, Луганская обл., Краснодонский р-н, с. Верхнешевыревка, ул. Ленина, д. 5а